# Lucas (кинофестиваль)
Международный кинофестиваль детского кино «LUCAS» (нем. LUCAS) — ежегодный кинофестиваль, проводимый во Франкфурте (Германия) с 1974 года и являющийся старейшим кинофестивалем детского кино в Германии.

## Конкурс
Все фильмы, участвующие в конкурсе, демонстрируются впервые в кинотеатрах и синхронно переводятся. В 2010 году из 350 заявленных фильмов жюри были отобраны 9 полнометражных и 18 короткометражных фильмов. Для более полного отражения предпочтений детей с 1985 года в состав основного жюри входят дети, принимающие полноправное участие в судействе.
В фестивале участвуют четыре состава жюри. Основное жюри фестиваля выбирает победителей в номинациях Лучший фильм (нем. Preis Bester Langfilm, 7500 евро), Лучший короткометражный фильм (нем. Kurzfilmpreis, 3000 евро) и, с 2010 года, Лучший короткометражный анимационный фильм (нем. Kurzfilmpreis Animation, 3000 евро).
Премия Дон Кихота (нем. Don-Quijote-Preis) вручается с 2004 года жюри Международного союза киноклубов (фр. Fédération Internationale des Ciné-Clubs, F.I.C.C.), состоящим из трёх экспертов.
Премия «CIFEJ» (фр. Centre International du Film pour l´Enfance et la Jeunesse) вручается с 1991 года за способствование понимания детей всего мира.
С 2010 года посетители фестиваля также выбирают лучший фильм.
В 2011 году впервые была вручена «Золотая литера» (нем. Der Goldene Buchstabe) за субтитрование фильма, разбирающего вопрос межкультурного взаимодействия.

## Победители
2011
| Номинация                                  | Фильм               | Оригинальное название   | Режиссёр           | Страна     |
| ------------------------------------------ | ------------------- | ----------------------- | ------------------ | ---------- |
| Лучший фильм                               | Взлётная полоса     | The Runway              | Йен Пауэр          | Ирландия   |
| Лучший короткометражный фильм              |                     | Le Maillot de Cristiano | Винсент Бруно      | Бельгия    |
| Лучший короткометражный анимационный фильм |                     | Os Olhos do Farol       | Педру Серразина    | Португалия |
| Премия Дон Кихота                          | Отважный Ю          | Keeper'n til Liverpool  | Арилд Андресен     | Норвегия   |
| Золотая литера                             | Взлётная полоса     | The Runway              | Йен Пауэр          | Ирландия   |
| Приз зрительских симпатий                  | Тигры и татуировки» | Tigre og tatoveringer   | Karla von Bengtson | Дания      |